# 조지아 킹
조지아 킹(Georgia King, 1986년 11월 18일 ~ )은 스코틀랜드의 배우이다.

## 출연 작품

### 드라마
- 신드바드

### 영화
- 와일드 차일드